# Courtenay Mária nikaiai császárné
Courtenay Mária (1204 körül – 1228. szeptember), franciául: Marie de Courtenay, latinul: Maria de Cortiniaco, görögül: Μαρία του Κουρτεναί, konstantinápolyi latin császári hercegnő, nikaiai (bizánci) császárné, a Nikaiai Császárság, majd a Latin Császárság régense. A Capeting-ház Courtenay ágából származott. Courtenay Jolán magyar királyné húga, Laszkarisz Mária magyar királyné mostohaanyja, valamint IV. Béla magyar király és Cayeux-i Anseau, a Konstantinápolyi Latin Császárság régense anyósa.

## Élete
Apja Péter latin császár, édesanyja I. (Flandriai) Jolánta császárnő.
1219-ben feleségül ment I. (Laszkarisz) Theodórosz nikaiai (bizánci) császárhoz, de gyermekei nem születtek. Férje halála után 1222-ben rövid ideig a Nikaiai Császárság régensi tisztét is betöltötte. 1227-ben a bátyja, Róbert császár távollétében régensként ellátta az államfői teendőket a Latin Császárságban. Majd amikor 1228 januárjában gyermektelen bátyja meghalt, az öccse, II. Balduin kiskorúsága miatt ismét régensként tevékenykedett egészen 1228 szeptemberében bekövetkezett haláláig.